# Diplazium himalayense
Diplazium himalayense là một loài dương xỉ trong họ Athyriaceae. Loài này được Panigrahi mô tả khoa học đầu tiên năm 1975.
Danh pháp khoa học của loài này chưa được làm sáng tỏ. 